# دهه ۹۹۰ (میلادی)
دهه ۹۹۰ (میلادی) دهه نود و نهم تقویم میلادی است.

## درگذشتگان
‎